# Сория, Маурисио
Маури́сио Ро́нальд Со́рия Порти́льо (исп. Mauricio Ronald Soria Portillo; род. 1 июня 1966 года в Кочабамбе) — боливийский футболист и футбольный тренер.

## Клубная карьера
За свою карьеру профессионального футболиста (с 1984-го по 2005-й год) Сория защищал ворота различных боливийских клубов: «Аурора», «Стронгест», «Олвейс Реди», «Дестройерс», «Боливар» и «Хорхе Вильстерманн».
7 февраля 2001 года Сория забил гол с пенальти в домашнем победном (4:2) матче против аргентинского «Сан-Лоренсо» в рамках Кубка Либертадорес 2001.

## Выступления за сборную
За сборную Боливии Сория провёл 21 матч с 1995-го по 2002-й год. Сория был включён в заявку сборной на 3-х Кубках Америки: в 1991, 1995 и 1997 годах, но выйти на поле ни в одном из матчей этих турниров ему не удалось. В 2000—2001 годах Сория защищал ворота боливийцев в 6 матчах в рамках отборочного турнира Чемпионата мира 2002.

## Тренерская карьера
В конце 2014 года он временно возглавлял сборную Боливии в двух товарищеских матчах. А в январе 2015 года Сория был назначен главным тренером боливийцев, в его задачи входила подготовка команды к Кубку Америки 2015 и отборочному турниру Чемпионата мира 2018.

## Достижения
В качестве игрока
- Чемпион Боливии (5): 1994, 1996, 2000, 2003 (Ап), 2003 (Кл)

В качестве тренера
- Чемпион Боливии (3): 2006 (Кл), 2007 (Ап), 2011 (Ап)
- Обладатель Кубка Сине Сентер (1): 2012